# توماس لايلي وليامز
توماس لايلي وليامز (بالإنجليزية: Thomas Lyle Williams)‏ هو رجل أعمال كيميائي أمريكي ومؤسس شركة مستحضرات التجميل ميبلين. ولد في 19 يناير 1896 في مورغانفيلد في الولايات المتحدة، وتوفي في 26 سبتمبر 1976 في لوس أنجلوس في الولايات المتحدة.